# 富山県道270号今石動上野本線
富山県道270号今石動上野本線（とやまけんどう270ごう いまいするぎうわのほんせん）は、富山県小矢部市内を通る一般県道（富山県道）である。

## 概要

### 路線データ
- 起点：富山県小矢部市今石動町230[1]（＝富山県道72号坪野小矢部線交点）
- 終点：富山県小矢部市上野本388[1]（＝本町交差点・国道471号、富山県道42号小矢部福光線交点）

## 歴史
- 1960年（昭和35年）4月23日：路線認定[1][2]。

## 地理

### 通過する自治体
- 富山県小矢部市

### 接続道路
- 富山県道72号坪野小矢部線（小矢部市新富町・新富町交差点：起点）
- 国道471号、富山県道42号小矢部福光線（小矢部市本町・本町交差点：終点）

### 周辺
- 北陸電力 石動変電所
- 小矢部市役所
- あいの風とやま鉄道線